# Antimo Panico
Antimo Panico (Giugliano in Campania, 25 maggio 1892 – Selo, 19 agosto 1917) è stato un militare italiano, decorato di medaglia d'oro al valor militare alla memoria nel corso della prima guerra mondiale.

## Biografia
Nacque a Giugliano in Campania, il 25 maggio 1892, figlio di Sabatino e Angela Serafino. Dopo aver compiuto gli studi ginnasiali, collaborò con il padre che svolgeva la professione di ebanista e fu attivo sindacalista. Nel settembre 1912 venne arruolato nel Regio Esercito in forza al 80º Reggimento fanteria della Brigata "Roma" e fu brevemente di stanza in Libia, rimpatriando per un grave infortunio al ginocchio nel marzo 1913. Ritornato in Italia, rientrò al suo reggimento, dove fu promosso caporale nel febbraio 1915. All'atto dell'entrata in guerra del Regno d'Italia, avvenuta il 24 maggio, si trovava in Vallarsa, dove chiese, ed ottenne, di entrare a far parte di un nucleo di volontari che si distinse in arditi colpi di mano contro le trincee nemiche. Fu decorato di medaglia di bronzo al valor militare per essersi distinto in azione a Rovereto. Ammesso a frequentare il corso per allievi ufficiali di complemento, nel mese di settembre fu nominato aspirante e nel mese di dicembre fu destinato a prestare servizio nel neocostituito 159º Reggimento fanteria della Brigata "Milano", in forza alla Compagnia mitragliatrici Fiat. Comandante della 3ª sezione, fu insignito della medaglia d'argento al valor militare nel corso del combattimento sul Monte Zebio del 6 luglio 1916. Rimasto ferito alla testa, dopo una lunga convalescenza rientrò in linea nel maggio 1917 con la promozione a sottotenente e venne assegnato, come aiutante maggiore, al III Battaglione del 139º Reggimento fanteria della Brigata "Bari".
Nel corso della undicesima battaglia dell'Isonzo, il 19 agosto coadiuvò il comandante di battaglione nel predisporre l'attacco contro le posizioni di Selo difese da numerosi ordini di reticolati. Lanciatosi all'attacco con un nucleo di arditi, superò le difese fino a raggiungere le trincee nemiche, dove fu fermato dal tiro incrociato delle mitragliatrici ben predisposte e mimetizzate sul terreno. Predisposta la difesa, quando il battaglione si lanciò nuovamente all'assalto cadde colpito a morte da una pallottola in piena fronte mentre gridava Viva l'Italia. 
Con "motu proprio" di re Vittorio Emanuele III il 4 novembre 1917 fu insignito della medaglia d'oro al valor militare alla memoria. Una via di Giugliano porta il suo nome (già via San Marco).